# البهائية في الجزائر
بدأت الديانة البهائية في الجزائر حوالي عام 1952. في عام 1954 أُنتخبت أول جمعية روحية محلية للبهائيين في الجزائر. في عام 1963، أحصى مسح للمجتمع جمعيتين ومجموعتين منظمتين (بين 1 و9 بالغين) من البهائيين واستضافت جمعية روحية وطنية إقليمية للجزائر وتونس في عام 1967 ومع ذلك، طُرد الرواد في أواخر عام 1968 خلال فترة استقلال الجزائر عندما تبنت البلاد الممارسات الإسلامية في رفض التأثيرات الاستعمارية. ومع ذلك، في الآونة الأخيرة، قدرت جمعية أرشيفات بيانات الدين وولفرام ألفا عدد البهائيين بنحو 3.3 -3.8 ألف في عامي 2005 و2010.

## التاريخ المبكر
الرسالة الثانية من رسائل الأحياء، محمد حسن بشروي، أحد أتباع ديانة البابية البارزين، أُعتقل في عام 1845 من قبل السلطات العثمانية وكانت العقوبة التي فرضت عليه تتمثل في نفيه إلى الجزائر في وقت ما. هناك ذكر آخر مبكر جدًا لبهائي يرغب في الذهاب إلى الجزائر يحدث حوالي عام 1909. يقال أن أحد البهائيين الأكراد ذهب إلى الجزائر في شهر مارس عام 1923 تقريبًا.
أول بهائي معروف عاش هناك لفترة طويلة جاء في يونيو 1952 عندما سافرت عائلة فارسية من إيران إلى فرنسا، ثم إلى الجزائر، حيث أصبحوا روادًا. في حوالي شهر أغسطس عام 1953، قامت يد الأمر (وهي مجموعة مختارة من البهائيين عُينوا مدى الحياة لخدمة الدين على المستوى الدولي)، ذكر الله خادم، بزيارة البهائيين هناك وكان هناك بعض التغطية الصحفية. وبحلول نهاية عام 1953، كان أول جزائري أصلي اعتنق الدين الإسلامي هو عبد الكريم أمين خوجه. تأسست الجمعية الروحية المحلية للبهائيين في الجزائر في عام 1954. في ريدفان عام 1956 أُسست ثلاث جمعيات روحية إقليمية جديدة بما في ذلك شمال غرب أفريقيا والتي شملت الجزائر. حوالي عام 1957 انضم عدد من الشعوب البربرية إلى الدين. وفي نهاية عام 1963، كان هناك مجلس ثان في وهران؛ ومركزين معزولين. كان يد القضية شعلالله علائي حاضراً في انتخابات الجمعية الوطنية في عام 1967. طُرد حوالي 16 من الرواد الفرس ونفي خمسة من البهائيين الأصليين إلى الصحراء الكبرى والجبال الشرقية في نوفمبر 1968. بعد بضعة أشهر أُسترجعت الممتلكات المصادرة وخُفف أمر نفي البهائيين المحليين تدريجيًا. بعض الرواد الجزائريين الذين طردوا انتقلوا بعد ذلك إلى هونغ كونغ.

## المجتمع الحديث
منذ عام 1968 لم يعد هناك سوى القليل من المعلومات حول الدين. في عام 1969 أُعتبر الدين محظورًا. يمكن اعتبار الدين هرطقة لأن البلاد تبنت الممارسات الإسلامية في رفض التأثيرات الاستعمارية. ويمارس المسلمون الذين اعتنقوا ديانات أخرى إيمانهم الجديد سراً. هناك قانون في الجزائر يجعل "زعزعة إيمان" المسلمين جريمة يعاقب عليها القانون - واعتمادًا على كيفية تفسير ذلك، فقد ينطبق على البهائيين على الرغم من أنهم يعترفون بمحمد ويؤكدون أنه نبي. قد يتعين على البهائيين الجزائريين الحصول على بطاقات هوية وطنية مقبولة بطريقة تؤدي إلى الجدل حول بطاقة الهوية المصرية. بغض النظر عن ذلك، فإن البهائيين لديهم مبدأ ديني بارز يتطلب الطاعة للحكومات الشرعية.
وعد السلام العالمي، وهو أحد أهم منشورات بيت العدل الأعظم، المؤسسة الرئيسية للدين، سُلم إلى الحكومة الوطنية بشكل غير مباشر من خلال مكاتبها الدبلوماسية في الولايات المتحدة في عام 1986.

### التركيبة السكانية
أدرجت الموسوعة المسيحية العالمية 700 بهائي في منتصف سبعينيات القرن العشرين، وأشارت إلى أن التوسع قد أُوقف من خلال موجات من الاضطهاد وأن جميع الأنشطة كانت محظورة. ومع ذلك، قدرت جمعية أرشيفات بيانات الدين وولفرام ألفا عددهم بـ 3300 -3800 في عامي 2005/2010.